# Mistrzostwa Stanów Zjednoczonych w boksie 2015
Mistrzostwa Stanów Zjednoczonych w boksie 2015 − 125. edycja bokserskich mistrzostw Stanów Zjednoczonych Rywalizacja miała miejsce w Spokane, w hali Hub Sports Center. Zawodnicy rywalizowali w dziesięciu kategoriach wagowych a zawody trwały od 19 do 24 stycznia.

## Medaliści
| Kategoria wagowa                | Złoto               | Srebro             | Brąz                                      |
| Waga papierowa (- 49 kg.)       | Melik Elliston      | Pablo Ramirez      | Eric Gordon Adrian Ghisoiu                |
| Waga musza (- 52 kg.)           | Antonio Vargas      | Khalid Twaiti      | Luis Delgado Jr. Gilbert Renteria         |
| Waga kogucia (- 56 kg.)         | Christopher Colbert | Rudy Garcia        | Michael Angeletti Anthony Chavez          |
| Waga lekka (- 60 kg.)           | Hector Tanajara     | Genaro Gamez       | Malik Montgomery Jermaine Ortiz-Rodriguez |
| Waga lekkopółśrednia (- 64 kg.) | Luis Feliciano      | Eduardo Garcia     | David Mijares Rahim Gonzalez              |
| Waga półśrednia (- 69 kg.)      | Ardreal Holmes Jr.  | VeShawn Owens      | John Williams Paul Kroll                  |
| Waga średnia (- 75 kg.)         | Chardale Booker     | LeShawn Rodriguez  | Randy Foster Christopher Thompson         |
| Waga półciężka (- 81 kg.)       | Edward Ortiz        | Julio Campusano    | Nico Valdes Tory Williams                 |
| Waga ciężka (- 91 kg.)          | Patrick Ferguson    | Vardan Khachatryan | Ryan Watson Kato Montgomery               |
| Waga super-ciężka (+ 91 kg.)    | Darmani Rock        | Marlo Moore        | Alante Green Elvis Garcia                 |